# 100 meter häck för damer i friidrott vid olympiska sommarspelen 1984
100 meter häck för damer vid olympiska sommarspelen 1984 i Los Angeles avgjordes den 10 augusti. 

## Medaljörer
| Gren           | Guld                    | Guld  | Silver                          | Silver | Brons                                           | Brons |
| 100 meter häck | Benita Fitzgerald · USA | 12,84 | Shirley Strong · Storbritannien | 12,88  | Michèle Chardonnet · Frankrike Kim Turner · USA | 13,06 |

## Resultat
- Q innebär avancemang utifrån placering i heatet.
- q innebär avancemang utifrån total placering.
- DNS innebär att personen inte startade.
- DNF innebär att personen inte fullföljde.
- DQ innebär diskvalificering.
- NR innebär nationellt rekord.
- OR innebär olympiskt rekord.
- WR innebär världsrekord.
- WJR innebär världsrekord för juniorer
- AR innebär världsdelsrekord (area record)
- PB innebär personligt rekord.
- SB innebär säsongsbästa.
- w innebär medvind > 2,0 m/s

### Final
Hölls den 10 augusti 1984 
| Placering | Final                         | Tid   |
| --------- | ----------------------------- | ----- |
|           | Benita Fitzgerald-Brown (USA) | 12,84 |
|           | Shirley Strong (GBR)          | 12.88 |
|           | Kim Turner (USA)              | 13,06 |
|           | Michèle Chardonnet (FRA)      | 13,06 |
| 5.        | Glynis Nunn (AUS)             | 13,20 |
| 6.        | Marie-Noëlle Savigny (FRA)    | 13,28 |
| 7.        | Ulrike Denk (FRG)             | 13,32 |
| 8.        | Pam Page (USA)                | 13,40 |

### Semifinaler
- Hölls den 10 augusti 1984

| Placering | Heat 1                         | Tid   |
| --------- | ------------------------------ | ----- |
| 1.        | Kim Turner (USA)               | 13,11 |
| 2.        | Shirley Strong (GBR)           | 13.16 |
| 3.        | Marie-Noëlle Savigny (FRA)     | 13.30 |
| 4.        | Pam Page (USA)                 | 13.36 |
| 5.        | Edith Oker (FRG)               | 13.37 |
| 6.        | Sylvia Malgadey-Forgrave (CAN) | 13.42 |
| 7.        | Cécile Ngambi (CMR)            | 13.70 |
| 8.        | Sophia Hunter (JAM)            | 13.84 |

| Placering | Heat 2                        | Tid   |
| --------- | ----------------------------- | ----- |
| 1.        | Benita Fitzgerald-Brown (USA) | 12,98 |
| 2.        | Michèle Chardonnet (FRA)      | 13.09 |
| 3.        | Glynis Nunn (AUS)             | 13.14 |
| 4.        | Ulrike Denk (FRG)             | 13.20 |
| 5.        | Sharon Colyear-Danville (GBR) | 13.35 |
| 6.        | Maria Usifo (NGR)             | 13.52 |
| 7.        | Liu Huajin (CHN)              | 13.57 |
| 8.        | Sue Bradley-Kameli (CAN)      | 13.65 |

### Försöksheat
- Hölls den 9 augusti 1984

| Placering | Heat 1                        | Tid   |
| --------- | ----------------------------- | ----- |
| 1.        | Benita Fitzgerald-Brown (USA) | 13,13 |
| 2.        | Michèle Chardonnet (FRA)      | 13.46 |
| 3.        | Sharon Colyear-Danville (GBR) | 13.46 |
| 4.        | Cécile Ngambi (CMR)           | 13.54 |
| 5.        | Karen Nelson (CAN)            | 13.77 |
| 6.        | Barbara Ingiro (PNG)          | 15.39 |

| Placering | Heat 2                  | Tid    |
| --------- | ----------------------- | ------ |
| 1.        | Shirley Strong (GBR)    | 12,86w |
| 2.        | Edith Oker (FRG)        | 13.14w |
| 3.        | Glynis Nunn (AUS)       | 13.29w |
| 4.        | Sophia Hunter (JAM)     | 13.44w |
| 5.        | Liu Huajin (CHN)        | 13.64w |
| 6.        | Elissavet Pantazi (GRE) | 14.20w |

| Placering | Heat 3                         | Tid   |
| --------- | ------------------------------ | ----- |
| 1.        | Ulrike Denk (FRG)              | 13,32 |
| 2.        | Kim Turner (USA)               | 13.33 |
| 3.        | Marie-Noëlle Savigny (FRA)     | 13.36 |
| 4.        | Sylvia Malgadey-Forgrave (CAN) | 13.47 |
| 5.        | Semra Aksu (TUR)               | 13.96 |

| Placering | Heat 4                        | Tid   |
| --------- | ----------------------------- | ----- |
| 1.        | Pam Page (USA)                | 13,32 |
| 2.        | Maria Usifo (NGR)             | 13.54 |
| 3.        | Sue Bradley-Kameli (CAN)      | 13.72 |
| 4.        | Beatriz Capotosto (ARG)       | 13.90 |
| 5.        | Laurence Elloy-Machabey (FRA) | 13.98 |